# إزالة الواقي الذكري غير الرضائية

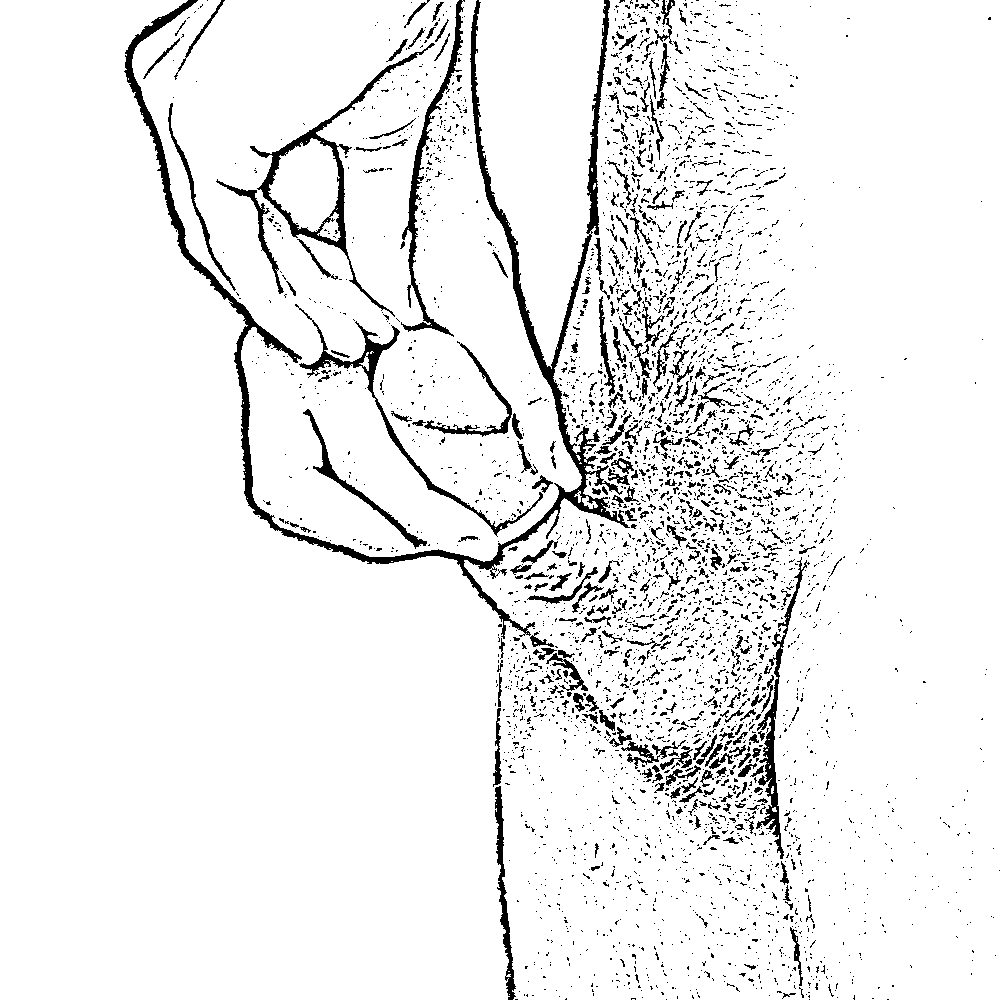
صورة إزالة الواقي الذكري من القضيب

الانسلال أو التخفي هي ممارسة أحد شركاء الجنس في إزالة الواقي الذكري بسرية تامة، عندما يكون الزوج الآخر قد أعطى الموافقة فقط من أجل الجنس الآمن الأكثر حماية من الواقي الذكري.

## التاريخ والممارسة
أفادت الأخبار ووسائل الإعلام عن مقالة بحثية ألكسندرا برودسكي نشرت في مجلة كولومبيا للقضايا الجنسية والقانون حول التخفي. في المقال، وصف برودسكي خبرات الضحايا، والآثار القانونية، والطرق القانونية لمعالجة التخفي. وتم استخدام مصطلح التخفي في المجتمع المثلي لوصف هذه الممارسة منذ عام 2014 على الأقل.
وصف برودسكي كيف تتم مناقشة ممارسة التخفي ووصفها ومناصرتها على مواقع الويب والمنتديات المختلفة. وتستخدم هذه المنتديات أحيانًا للتباهي بالالتزام بالتخفي ومشاركة النصائح حول كيفية القيام بذلك. كما تم وصف هذه الممارسة بأنها «تهديد للهيئة الجسدية [للضحية] وكضرر كبير»، والرجال الذين يقومون بذلك «يبررون أفعالهم كغريزة ذكرية طبيعية». وتقول الأستاذة في كلية الحقوق بجامعة كولومبيا، سوزان غولدبيرغ، إن ممارسة الخمول ليست جديدة على الأرجح، لكن ترقيتها على الإنترنت بين الرجال جديدة. نشر أحد هذه المواقع، وهو مشروع التجربة، أدلة إرشادية للرجال.
وغالباً ما يسكت الشركاء الذكور في تفاوض الواقي الذكري في علاقات المراهقين، ويرجع ذلك جزئياً إلى خوف الإناث من استجابة شريكها، والشعور بالالتزام، ونقص المعرفة أو المهارات في التفاوض على استخدام الواقي الذكري. لمنع هذا، من المهم أن يتم الوصول إلى الشركاء الذكور بمعلومات عن سبب فائدة الواقيات الذكرية لهم أيضًا. يمكن أن تتضمن المنتديات الخاصة بهذا التوعية تدخلات على مستوى المجتمع المحلي لتعزيز النقاش حول ممارسات العلاقة الصحية وغير الصحية وبرامج الوقاية من فيروس نقص المناعة البشرية / الإيدز والأمراض المنقولة عن طريق الاتصال الجنسي. يمكن للمدارس توفير موقع آمن لتدخلات الوقاية، ولكن يجب أن يتم الوصول إلى المراهقين المعرضين لمخاطر عالية والذين ليسوا في المدرسة من خلال وسائل إضافية، مثل المراكز المجتمعية أو مراكز الاحتجاز.
الإحصائيات حول انتشار التخفي محدودة. ومع ذلك، أفادت دراسة أجرتها كيلي كوي ديفيس وزملاؤها في عام 2014 أن 9.0% من المشاركين في عينة من الشبان أفادوا بأنهم شاركوا في تخريب الواقي الذكري، والذي شمل إزالة الواقي الذكري بدون موافقة. وأبلغ الخط الساخن الوطني للاعتداء الجنسي عن تلقي مكالمات حول التخفي.

## الاهتمامات القانونية والأخلاقية
```
في قانون المملكة المتحدة، والموافقة على قانون جنسي محدد، ولكن ليس لأي فعل جنسي دون استثناء، يعرف باسم الموافقة الشرطية.
[
11
]
[
12
]
 في عام 2017، أدانت محكمة سويسرية رجلاً فرنسيًا بتهمة 
الاغتصاب
 لإزالة الواقي الجنسي أثناء ممارسة الجنس ضد توقعات المرأة التي كان يمارس الجنس معها.
[
13
]
[
14
]
 أيد حكم صادر عن المحكمة العليا في كندا عام 2014 إدانة 
اعتداء جنسي
 على رجل قام بدس ثقوب في الواقي الذكري.
[
8
]
```

لا تغطي القوانين الحالية في الولايات المتحدة التخفي على وجه التحديد ولا توجد حالات قانونية معروفة بشأنها. في بحثها حول التخفي، أشار برودسكي إلى أن المحاكم السويسرية والكندية قد حاكمت قضايا الواقي الذكري كسر أو إزالتها من قبل الرجال دون علم لشركائهم. ويصف برودسكي الخمعة بأنها «مجاورة للاغتصاب» بشكل قانوني وأقرب إلى الاغتصاب.
هناك قضية محكمة أسترالية جارية بشأن التخفي. وصف رئيس جمعية القانون في نيو ساوث ويلز التخفي بأنه اعتداء جنسي لأنه يغير شروط الموافقة.

## التأثير والمخاطر
من خلال إزالة الواقي الذكري أثناء ممارسة الجنس، يزيد التخفي من مخاطر الحمل وانتقال الأمراض المنقولة جنسيا والأمراض المنقولة جنسيا. وقد يعاني الضحايا أيضًا من اضطرابات عاطفية ونفسية، خاصةً أولئك الذين عانوا من العنف الجنسي في الماضي.